# Dirac-Medaille (IOP)
Die Dirac-Medaille des Institute of Physics ist eine seit 1987 verliehene Auszeichnung für theoretische Physik (und Computational Physics) zu Ehren von Paul Dirac. Seit 2008 ist sie eine der Goldmedaillen des Instituts. Sie ist mit 1000 Pfund dotiert.
Es gibt auch eine Dirac-Medaille des ICTP in Triest.

## Preisträger
- 1987 Stephen Hawking
- 1988 John Stewart Bell
- 1989 Roger Penrose
- 1990 Michael Berry
- 1991 Rudolf Peierls
- 1992 Anthony James Leggett
- 1993 David J. Thouless
- 1994 Volker Heine
- 1995 Daniel Frank Walls
- 1996 John Pendry
- 1997 Peter Higgs
- 1998 David Deutsch
- 1999 Ian C. Percival
- 2000 John Cardy
- 2001 Brian Kidd Ridley
- 2002 John Hannay
- 2003 Christopher Hull
- 2004 Michael Boris Green
- 2005 John Ellis
- 2006 Michael Gillan
- 2007 David Sherrington
- 2008 Bryan Webber
- 2009 Michael Cates
- 2010 James Binney
- 2011 Christopher Isham
- 2012 Graham Ross
- 2013 Stephen Mark Barnett
- 2014 Tim Palmer
- 2015 John David Barrow
- 2016 Sandu Popescu
- 2017 Michael Duff
- 2018 John Chalker
- 2019 Richard Ellis
- 2020 Carlos S. Frenk
- 2021 Steven Balbus
- 2022 Michael William Finnis
- 2023 Gavin P. Salam